# Patrizia Bisinella
Patrizia Bisinella (Camposampiero, 25 giugno 1970) è una politica italiana.

## Biografia

### Attività politica
Dal 2010 al 2015 è consigliera comunale di maggioranza a Castelfranco Veneto, eletta con la Lega Nord.

#### Elezione a senatrice
Alle elezioni politiche del 2013 è candidata al Senato della Repubblica, in Veneto, nelle liste della Lega Nord, venendo eletta senatrice della XVII Legislatura.
Nel novembre 2014 sottoscrive come co-firmataria il DDL S. 1680, la cui prima firmataria è il ministro Valeria Fedeli, per la "Introduzione dell'educazione di genere e della prospettiva di genere nelle attività e nei materiali didattici delle scuole del sistema nazionale di istruzione e nelle università".
Il 26 marzo 2015, assieme a tre deputati (Roberto Caon, Matteo Bragantini ed Emanuele Prataviera) e due senatrici (Raffaela Bellot ed Emanuela Munerato) abbandona la Lega Nord a causa dell'espulsione di Flavio Tosi dal partito, avvenuta il 14 marzo, approdando quindi al Gruppo misto.
Il 22 luglio 2015, assieme alle senatrici Raffaela Bellot ed Emanuela Munerato, forma la componente del Gruppo misto denominata "Fare!", che si rifà al nuovo movimento politico fondato da Tosi. Dal 22 dicembre 2017 fa parte del gruppo Noi con l’Italia.
Insieme a Tosi è candidata alle elezioni politiche in Italia del 2018 nel proporzionale a Verona, ma non viene eletta, dato che la lista Noi con l'Italia - UDC raccoglie solo l’1,9%.

#### Candidatura a sindaca di Verona
Alle elezioni amministrative del 2017 a Verona, vista l'impossibilità di una ricandidatura del compagno Tosi (che, avendo già governato la città per 10 anni, non poteva ripresentarsi per un terzo mandato) si candida alla carica di sindaco. Viene sostenuta 7 liste che si rifanno all'esperienza amministrativa tosiana a Verona:
- Ama Verona, lista coordinata dall'ex leghista Zeno Pescarin[7] e da Benedetta Bonomo, sostenuta anche dal deputato Alberto Giorgetti.[8][9]
- CSU Veneta, forza politica ispirata all'omonimo partito bavarese, nel cui simbolo è presente anche il Movimento Nuova Repubblica.[10][11]
- Fare!, il partito politico di Flavio Tosi.
- La Voce della Gente, lista creata dall'ex leghista Giampaolo Bassi.[12]
- Lista Tosi.
- Pensionati Veneti, formato da fuoriusciti del Partito Pensionati in polemica con la decisione di appoggiare Sboarina.[13]
- Verona Si Muove, lista guidata dal consigliere uscente di area radicale Giorgio Pasetto.[8]

Al primo turno ottiene il 23,54% dei consensi contro il 29,26% di Federico Sboarina, candidato del centro-destra, ed accede al ballottaggio contro quest'ultimo. Risulta inoltre rilevante il risultato ottenuto dalla Lista Tosi  che si classifica, con il 16,46%, la lista più votata in assoluto in città. Al ballottaggio riscuote il 41%, 17 punti in meno rispetto all'avversario. Sarà poi capogruppo di “Ama Verona”, presente in consiglio come "Fare Verona" dal 2019.

#### 2022
Alle elezioni comunali del 2022 Bisinella sostiene la candidatura del marito Flavio Tosi e si candida a consigliere nella lista di Fare!. Con 447 preferenze Bisinella è l'unica eletta della lista, giunta al 4,43%. Tosi, con il 23,78% dei consensi, non accede al ballottaggio. Nel giugno dello stesso anno aderisce a Forza Italia.

### Vita privata
Il 20 settembre 2020 si è sposata con l'ex sindaco di Verona Flavio Tosi.